# Maurice Herbster
Maurice Herbster, né le 2 janvier 1870 à Paris et mort le 31 août 1951 à La Poterie (Eure-et-Loir), est un aéronaute et pionnier de l'aviation français.

## Biographie
Maurice Herbster suit les cours de dessin de Jobbé-Duval. Il travaille pour le fabricant de bicyclettes Jules Truffault. Le 23 août 1903, il fait une ascension à bord du ballon L'Archimède à Évreux,. Le 12 juin 1904, il fait une ascension à bord du Rollon lors des fêtes normandes de Rouen.
Le 2 mars 1910, il effectue un vol d'une trentaine de kilomètres au camp de Châlons. Il obtient son brevet de pilote d'avions le 8 mars 1910 (brevet no 41), un brevet de pilote de sphériques en 1911 et un brevet de pilote de dirigeables en 1912. Il est mécanicien de Henri Farman en 1908, puis chef d'atelier, puis pilote-instructeur.
Pendant la Première Guerre mondiale, il travaille dans les usines Régy à Lyon.
Il est chef du service des hélices chez Levasseur.

## Distinctions
- Chevalier de la Légion d'honneur (1928)[6]